# Sh2-106
Sh2-106, Sharpless 2-106 oder kurz S106 ist ein kompaktes H-II-Gebiet im Sternbild Schwan am Nordsternhimmel. Das Objekt ist rund 4300 Lichtjahre von der Sonne entfernt und hat einen Durchmesser von max. 2 Lj.
Ein gerade entstandener Stern mit der Bezeichnung S106 IR im Zentrum, selbst überdeckt durch Staub, hat die Sanduhr-förmige Gestalt und die darin sichtbaren Turbulenzen hervorgerufen.
Der bipolare Nebel wurde 1946 von Rudolph Minkowski entdeckt, während er den Himmel nach Planetarischen Nebeln durchforschte. Da S106 nicht das charakteristische Lichtspektrum aufwies, verzeichnete er ihn unter peculiar objects. Stewart Sharpless entdeckte ihn unabhängig davon 1959 auf photographischen Platten der Palomar Observatory Sky Survey.